# Wilde (Buenos Aires)

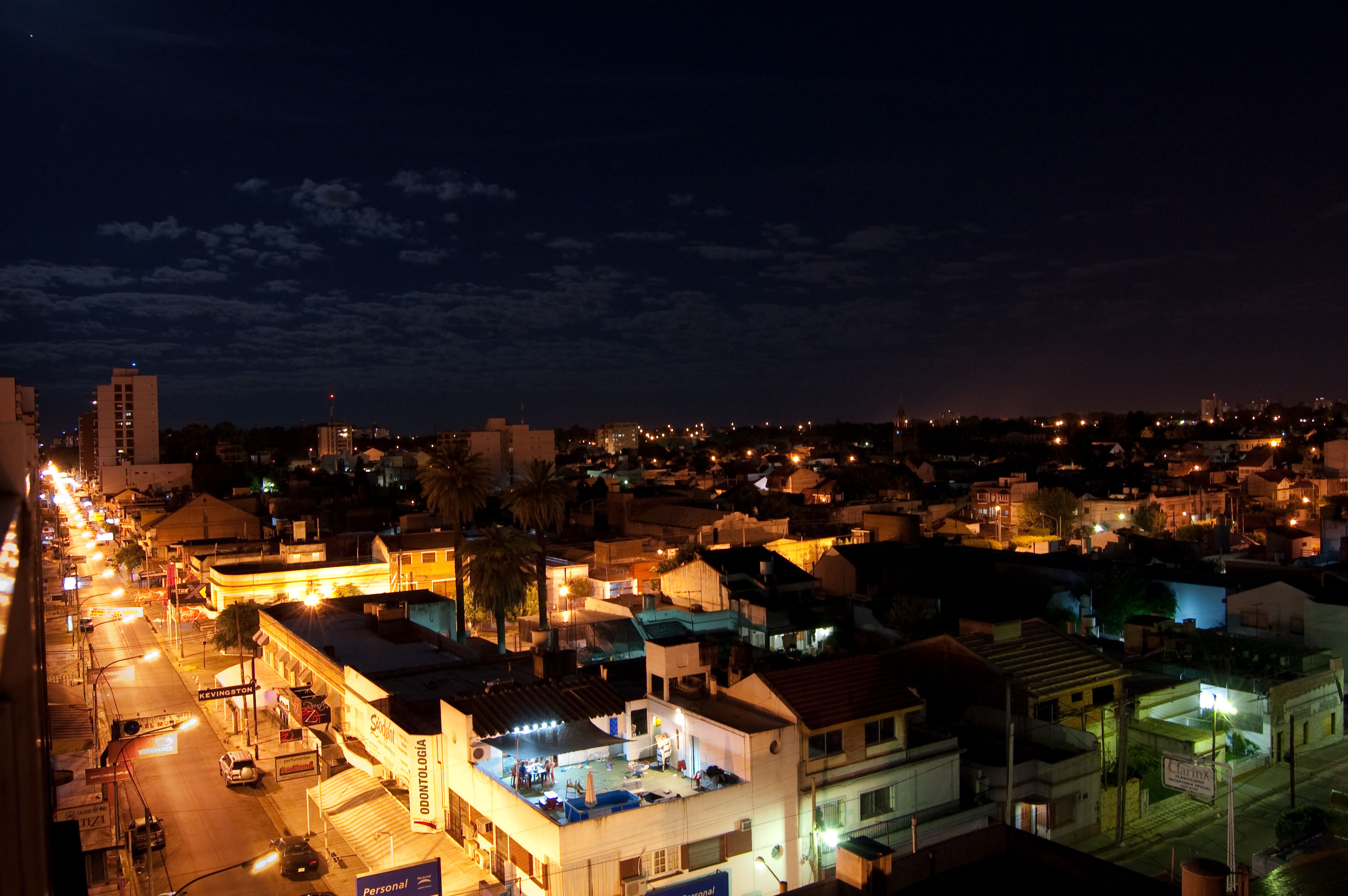
Vista aérea noturna de Wilde

Wilde é uma cidade da Argentina, situada na província de Buenos Aires, localizado na área metropolitana de Gran Buenos Aires.